# Luciano Petech
Luciano Petech (Triëst, 8 juni 1914 - Rome, 29 september 2010) was  een Italiaans taalkundige en historicus op het gebied van de Himalaya-regio en de vroege relaties tussen Tibet, Nepal en Italië. Hij bekleedde de leerstoel van Geschiedenis van Oost-Azië aan de Universiteit van Rome van 1955 tot 1984.
Hij had een grote aanleg voor talen. Hij leerde bijna alle Europese talen en verder het Tibetaans, Chinees, Japans, Nepalbhasa, Sanskriet, Arabisch, Hindi en Urdu.
Hij was een groot bewonderaar van Giuseppe Tucci en wordt gezien als diens belangrijkste student. Hij ging met pensioen in 1984.

## Studie en monografie over Ladakh
Petech begon met een studie Arabisch. Vanaf 1934 begon hij met het volgen van colleges van Tucci en besloot zijn studierichting te veranderen. Hij maakte zich het Tibetaans snel machtig en volgde Tucci's advies op de kronieken van Ladakh te bestuderen.
In 1939 publiceerde hij hierover het werk A study on the chronicles of Ladakh (Indian Tibet), waarvan hij een kleine 40 jaar later in 1977 zijn vervolgwerk The Kingdom of Ladakh: c. 950-1842 A.D. publiceerde. Petech schreef hierover: dit werk leek een echte behoefte op te vullen en bleef zijn dienstdoen tot vele jaren erna. Dit werk was meer een politieke geschiedenis van Ladakh dan een culturele, omdat het een monografie was die hij 40 jaar later publiceerde. In dit werk schrijft hij dat hij de culturele geschiedenis opzettelijk had weggelaten, omdat dit naar zijn mening veel nauwkeuriger door David Snellgrove was beschreven.

## Loopbaan

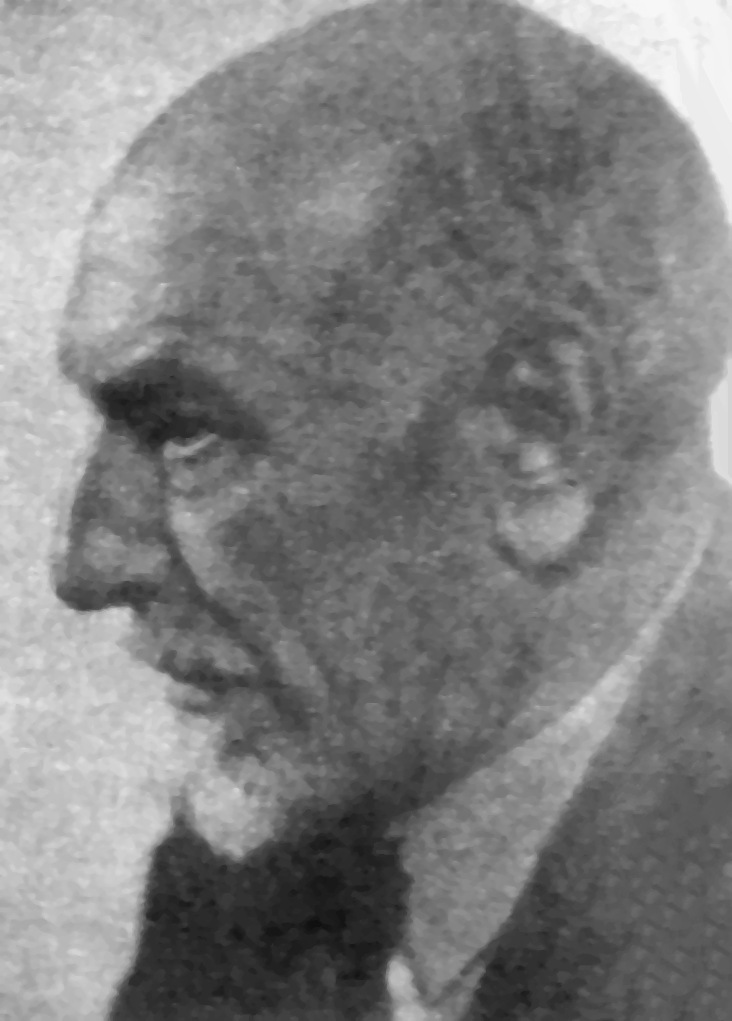
Luigi Pirandello

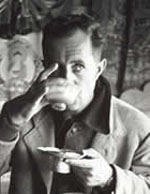
Giuseppe Tucci drinkt boterthee in Tibet

Petech begon op 25-jarige leeftijd met geven van Italiaanse les aan de Universiteit van Allahabad van 1938 tot 1946. Een vroeg artikel van zijn hand was voor de Calcutta Review in 1939. Zijn onderwerp was de drama's en verhalen van de Italiaanse schrijver Luigi Pirandello, die twee jaar eerder was overleden nadat hij de Nobelprijs voor de Literatuur had ontvangen. Hij schreef dat de mensen in Italië unfair hun rug hadden gekeerd naar de intellectueel Pirandello, omdat hij geen vertegenwoordiger was van zijn tijd en niet sprak naar hun harten. Hetzelfde zou overigens ook over het werk van Petech gezegd kunnen worden.
Na het uitbreken van de Tweede Wereldoorlog bracht Petech als Italiaan in Brits-Indië de meeste tijd door in een interneringskamp. Net als Tucci, die Sanskriet-teksten had gelezen aan het begin van zijn twintigers in de loopgraven van de Eerste Wereldoorlog. benutte Petech deze tijd voor de studie van Tibetaanse literatuur en hij schreef een artikel over het chronologische systeem van de Blauwe annalen.
Petech keerde in 1947 terug naar Europa voor kortstondige lesopdrachten aan het Orientaals Instituut (Istituto Universitario Orientale) van de Universiteit van Napels en de Universiteit van Rome. In de acht jaar die volgden schreef hij dertig werken van uiteenlopende lengte over Azië die altijd gericht waren op de ontmoeting tussen de verschillende culturen van Azië en Europa in de gebieden aan de grens met India.
Van 1955 tot 1984 bekleedde hij de leerstoel van Geschiedenis van Oost-Azië aan de Universiteit van Rome. In 1990, zes jaar na zijn pensionering, publiceerde hij zijn laatste boek/lengtestudie Central Tibet and the Mongols.
De meest prominente studenten van Petech zijn Piero Corradini in Oost-Aziatische studie en Elena de Rossi Filibeck in Tibetaanse studie.